# Fornminnesföreningen i Göteborg
Fornminnesföreningen i Göteborg, tidigare kallad Göteborgs och Bohusläns Fornminnesförening, är en ideell förening aktiv i Göteborg och Västsverige vilken stiftades den 22 juni 1886.
Föreningen anordnar programpunkter med anknytning till arkeologi och historia för sina medlemmar varje höst- och vårtermin. Föreningen delar även ut uppsatsstipendium till arkeologistudenter varje år. Föreningen ger i samarbete med Göteborgs stadsmuseum ut tidskriften Fynd en gång per år.